# 테 타릭
테 타릭(말레이어·인도네시아어: Teh tarik)은 싱가포르와 말레이시아 사람들이 자주 마시는 “핫 밀크티”와 유사한 음료이다. 홍차와 연유를 주재료로, 주로 한 손으로는 유리 글라스를 다른 한 손으로는 스텐용기를 잡고 번갈아 가며 위에서 아래로 흘러내리며 섞는다.
맛은 홍차의 농도와 연유의 배합에 따라 다소 차이가 있지만, 대부분 홍차 특유의 향과 달짝지근하면서 약간의 씁쓸한맛이 난다. 여름철에 자주 마시는 버블티(bubble tea)와 맛이 매우 흡사하다. 대부분 말레이시아 일반 음식점, 길거리 노점, 그 외 인도계 무슬림들이 운영하는 마막스톨 mamak stall에서 쉽게 접할 수 있는 음료이다. 취향에 따라 뜨겁게 마시는 “테 타릭 파나스” (teh tarik panas)와 얼음을 탄 “테 타릭 아이스” (teh tarik ice)가 있어서 선택을 할 수 있다. 말레이시아와 싱가포르에서는 나시르막과 더블어 가장 대중적이며 소비를 많이 하는 음료로 알려져있다.

## 어원
주로 한 손으로는 유리 글라스를 다른 한 손으로는 스텐용기를 잡고 번갈아 가며 위에서 아래로 흘러내리며 섞는 과정을 반복해서 보면 위에서 내용물이 흘러 내리는 모습이 마치 양손으로 차를 끌어 당기는 모습과 같다고 하여, teh tarik이라는 말이 생겼다. 즉, Teh (Tea, 茶)는 차를 의미하며, Tarik은 말레이어로 “당기다”라는 뜻을 담고있다. 참고로, 중국 푸젠성 출신들이 많은 말레이시아서는 푸젠성 방언의 영향으로 차 茶를 “테”로 발음한다.

## 기원과 역사

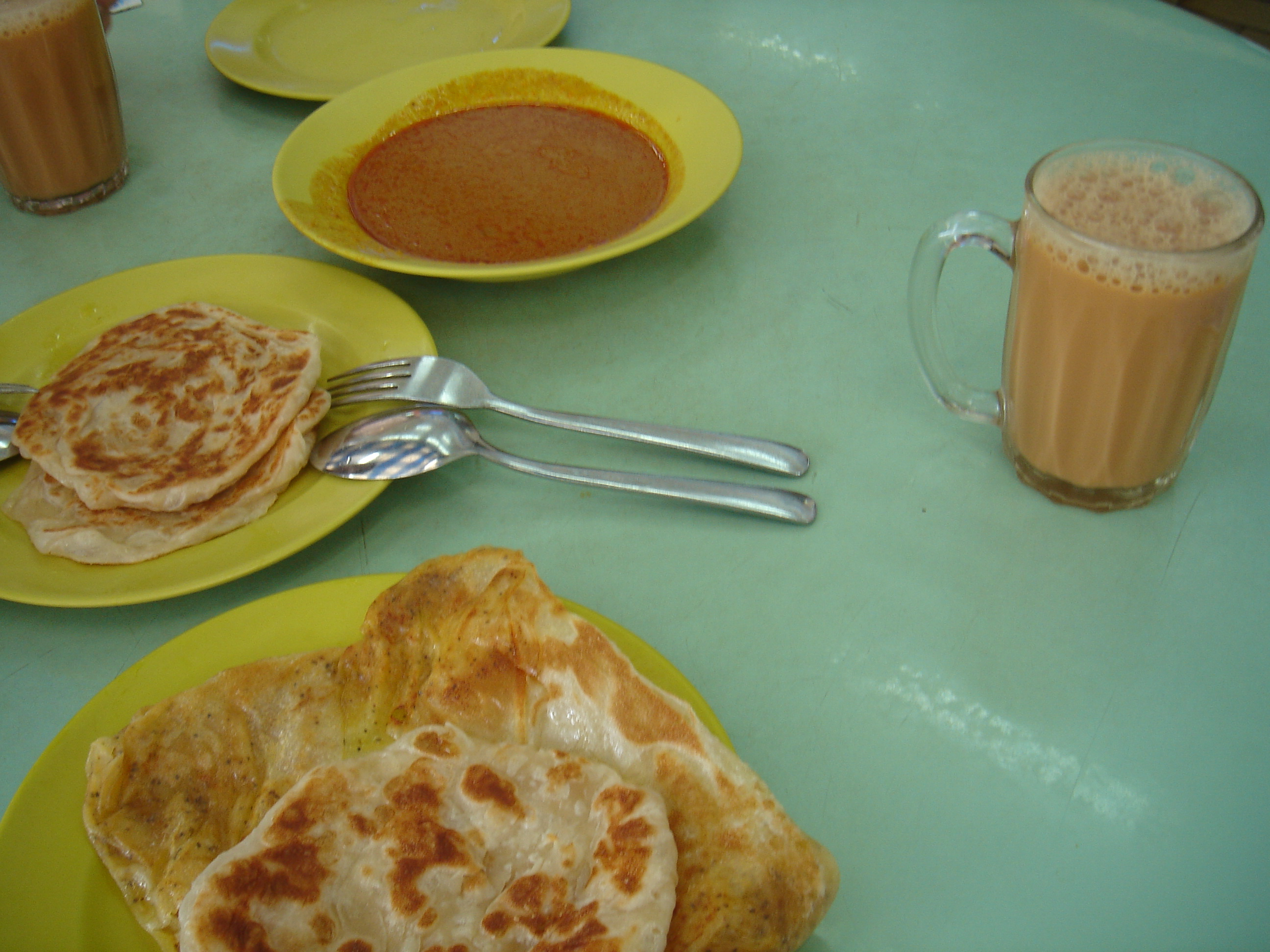
싱가포르 잘란 카유에 있는 노점의 로티 차나이와 테 타릭

테 타릭의 기원은 제2차 세계대전 이후 그곳 노동자들에게 봉사하기 위해 고무 농장 입구에 음료 노점을 세운 말레이 반도의 인도 무슬림 이민자들로 거슬러 올라간다. 식민지 시대 이래로, 테 타릭은 영국령 말라야와 싱가포르의 많은 사람들에게 인기 있는 말레이시아 인도 음식이었다. 전통적으로, 테 타릭은 말레이시아인들 사이에서 인기 있는 아침 식사 세트인 로티 차나이와 싱가포르인들 사이에서 로티 차나이와 함께 제공되는 것을 볼 수 있다.
테 타릭을 준비하는 데에는 쇼맨십의 요소가 존재한다. 샤워를 하지 않고도 긴 차 줄기를 손님의 머리 위로 끌고 가는 것은 현지인과 관광객 모두에게 재미있는 참신함이다. 말레이시아에서는 테 타릭 양조업자들이 자신들의 기술을 보여주기 위해 모여 대회와 공연을 펼치는 경우가 있다. 테 타릭은 나시 르막과 함께 말레이시아 정부에 의해 말레이시아의 음식 및 음료 유산의 일부로 인정되었다.

## 준비
혼합물을 높은 곳에서 두 그릇 사이로 앞뒤로 반복적으로 부어 걸쭉한 거품이 나는 윗부분을 만들어 제공한다. 이 과정을 통해 차를 최적의 마시는 온도로 식히고 차와 연유를 완전히 혼합하여 맛을 향상시킨다. 이는 흔히 콜드브루 커피의 맛을 향상시키기 위해 디캔팅하는 것과 비교된다.
'덜 단맛'는 뜻으로 해석할 수 있는 '쿠랑 마니스'라는 용어는 건강을 의식하거나 단 음료를 좋아하지 않는 사람들에게 흔히 사용되는 요청인데, 일반적으로 테 타릭은 대부분의 판매업체에서 맛보기 위해 단 쪽으로 준비되기 때문이다.

## 대중 문화
이 음료는 갈등을 극복하는 상징으로서 다시 인기를 얻고 있다. 이질적인 문화 집단들 사이의 공통적인 음료로서, 학교, 비영리 단체, 그리고 정부와 같은 말레이시아 전역의 기관들은 참가자들이 공통점을 확인하고 다양성을 수용하는 "테 타릭 세션"을 개최해오고 있다.

## 같이 보기
- 테 하일
- 차 옌
- 홍콩 밀크티
- 버블티
- 마살라 차이